# Lohrmann (cráter)

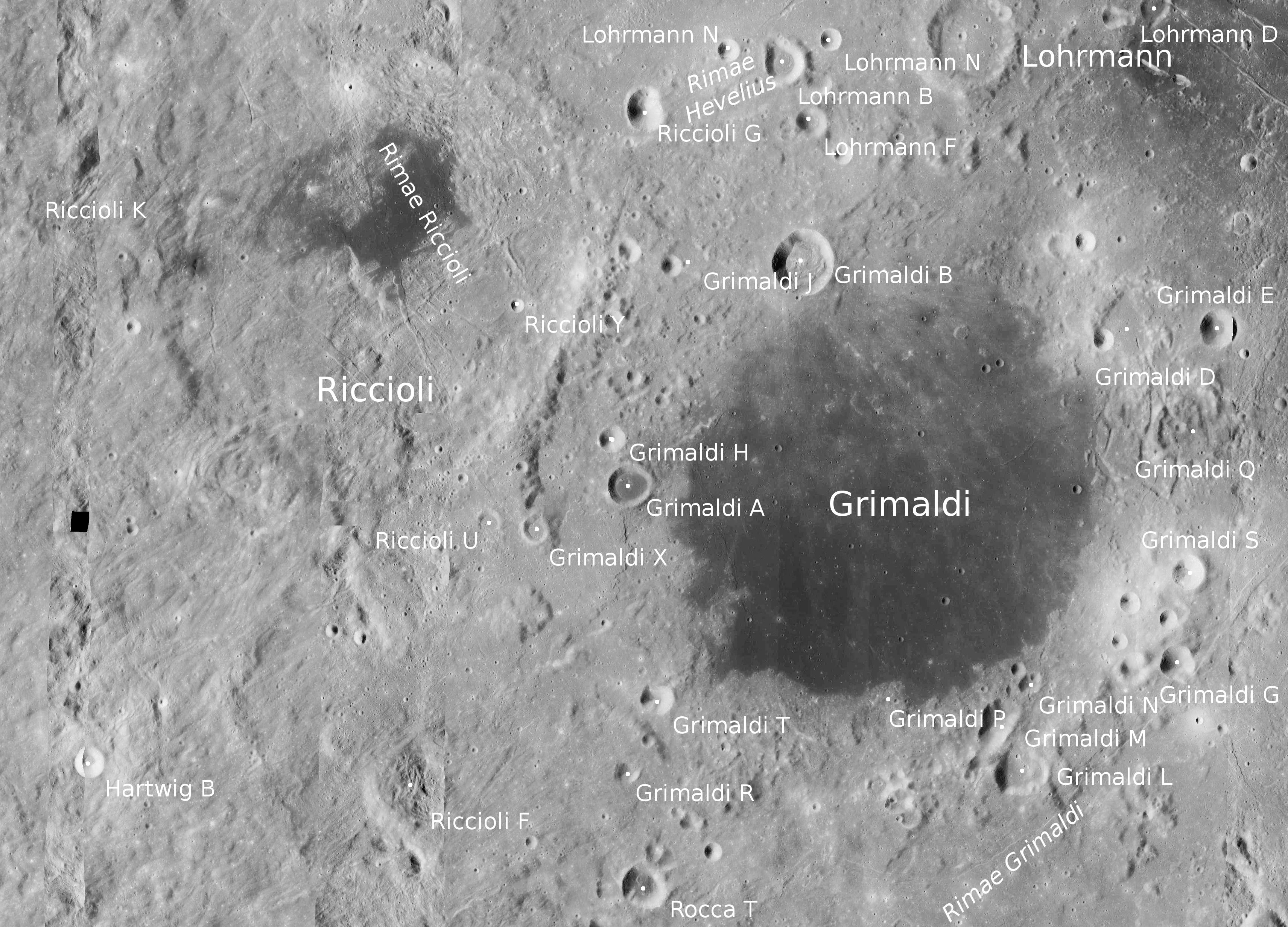
Entorno de Lohrmann. Fotografía de la misión LRO.

Lohrmann es un pequeño cráter de impacto que se encuentra al oeste del Oceanus Procellarum, cerca del terminador occidental de la Luna. Se encuentra al norte de la llanura de paredes oscuras del cráter Grimaldi, y justo al sur del cráter Hevelius.
|  |

Este cráter es casi circular, aunque desde la Tierra tiene una apariencia oblonga debido al escorzo. Su pared interna es estrecha en el extremo norte, con un borde algo erosionado. El suelo interior tiene algunas colinas bajas y un pequeño impacto en la mitad occidental. El resto de la planta carece relativamente de rasgos significativos, excepto algunos pequeños cráteres.

## Cráteres satélite
Por convención estos elementos son identificados en los mapas lunares poniendo la letra en el lado del punto medio del cráter que está más cercano a Lohrmann.
|          | \| Lohrmann \| Coordenadas \| Diámetro \| \| -------- \| ---------------------------- \| -------- \| \| A \| 0°42′S 62°42′O / -0.7, -62.7 \| 12 km \| \| B \| 0°42′S 69°24′O / -0.7, -69.4 \| 14 km \| \| D \| 0°06′S 65°12′O / -0.1, -65.2 \| 11 km \| \| E \| 1°42′S 67°24′O / -1.7, -67.4 \| 10 km \| \| F \| 1°24′S 69°06′O / -1.4, -69.1 \| 11 km \| \| M \| 0°30′S 68°54′O / -0.5, -68.9 \| 7 km \| \| N \| 0°36′S 70°06′O / -0.6, -70.1 \| 8 km \| |          |
| Lohrmann | Coordenadas | Diámetro |
| A        | 0°42′S 62°42′O / -0.7, -62.7 | 12 km    |
| B        | 0°42′S 69°24′O / -0.7, -69.4 | 14 km    |
| D        | 0°06′S 65°12′O / -0.1, -65.2 | 11 km    |
| E        | 1°42′S 67°24′O / -1.7, -67.4 | 10 km    |
| F        | 1°24′S 69°06′O / -1.4, -69.1 | 11 km    |
| M        | 0°30′S 68°54′O / -0.5, -68.9 | 7 km     |
| N        | 0°36′S 70°06′O / -0.6, -70.1 | 8 km     |